# Gerhard Zimmermann (Archivar)
Gerhard Zimmermann (* 2. Juli 1909 in Grottkau, Kreis Grottkau, Provinz Schlesien; † 1994) war ein deutscher Archivar, von 1957 bis 1974 war er Direktor des Geheimen Staatsarchivs Preußischer Kulturbesitz.

## Leben und Wirken
Gerhard Zimmermann studierte von 1928 bis 1934 Geschichte an der Universität Breslau. Bis 1937 war er Mitarbeiter der Historischen Kommission für Schlesien. Neben dem Erwerb des Staatsexamens für den Höheren Schuldienst 1937 promovierte er im gleichen Jahr an der Universität Breslau. Anschließend absolvierte er am Preußischen Institut für Archivwissenschaft (IfA) in Berlin-Dahlem die Ausbildung für den Höheren Archivdienst und legte 1939 die Fachprüfung hierfür ab. Von 1939 bis 1945 war er als Archivar am Staatsarchiv Stettin tätig. 1945 wechselte er an das Geheime Staatsarchiv Preußischer Kulturbesitz in Berlin, dessen Direktor er von 1957 bis zum Eintritt in den Ruhestand 1974 war. Außerdem war er von 1962 bis 1964 kommissarischer Leiter des Landesarchivs Berlin.

## Veröffentlichungen
- Das Breslauer Domkapitel im Zeitalter der Reformation und Gegenreformation (1500–1600). Verfassungsgeschichtliche Entwicklung und persönliche Zusammensetzung (= Historisch-diplomatische Forschungen, Bd. 2). Böhlau, Weimar 1938 (= Dissertation Universität Breslau).
- Karl Heinrich Ritter von Lang und seine durch den Fürsten von Hardenberg angeregte Denkschrift zur preußischen Archivreform. In: Mitteilungen des österreichischen Staatsarchivs, Bd. 4 (1952), S. 215–234.
- Das Hauptarchiv (ehem. Preußisches Geheimes Staatsarchiv) in den ersten Nachkriegsjahren. In: Der Archivar, Bd. 8 (1955), S. 173–180.
- (Hrsg.): Die Brandenburgischen Kirchenvisitations-Abschiede und -Register des XVI. und XVII. Jahrhunderts. Bd. 2: Das Land Ruppin (= Veröffentlichungen der Berliner Historischen Kommission beim Friedrich-Meinecke-Institut der Freien Universität Berlin, Bd. 6). Gsellius, Berlin 1963.
- Neuerwerbungen des Geheimen Staatsarchivs. In: Jahrbuch der Stiftung Preußischer Kulturbesitz, Bd. 4 (1964/65), S. 230–245.
- (Hrsg.): Fürsprache. Monarchenbriefe zum Kronprinzen-Prozess Küstrin 1730. Erste vollständige Veröffentlichung aus den Prozeßakten des Geheimen Staatsarchivs zu Berlin. Propyläen-Verlag 1965.
- Hardenbergs Versuch einer Reform der preussischen Archivverwaltung und deren weitere Entwicklung bis 1933. In: Jahrbuch der Stiftung Preußischer Kulturbesitz, Bd. 4 (1966), S. 69–88.
- Geheimes Staatsarchiv. In: Preußischer Kulturbesitz. Ausstellung in der Städtischen Kunsthalle Düsseldorf. Stiftung Preußischer Kulturbesitz, Berlin 1967, S. 143–149.
- Das Ringen um die Vereinheitlichung des Archivwesens in Preussen und im Reich von 1933 bis 1945. In: Jahrbuch der Stiftung Preußischer Kulturbesitz, Bd. 5 (1968), S. 129–143.
- (Hrsg.): Pommern 1934/35 im Spiegel von Gestapo-Lageberichten und Sachakten. Bd. 2: Quellen. Grote, Köln 1974, ISBN 3-7745-0295-1.